# Leersia angustifolia
Leersia angustifolia är en gräsart som beskrevs av Prodoehl. Leersia angustifolia ingår i släktet vildrissläktet, och familjen gräs. Inga underarter finns listade i Catalogue of Life.